# Чонг Со Мин
Чонг Со Мин (на корейски: 정소민) е южнокорейска актриса. Тя е родена под името Ким Юн Джи в Сеул, Южна Корея на 16 март 1989 година. Дебютът ѝ във филмовата индустрия е с поддържаща роля в сериала „Лошо момче“ през 2010 година.
Добива популярност с главната си роля в сериала „Закачлива целувка“. В България е излъчван сериалът с нейно участие „Първият ми живот“ по Би Ти Ви Лейди през 2021 година.

## Филмография

### Филми
- 30 дни | 30일 (2023) – Hong Na-ra
- Проект „Лов на вълци“ | Project Wolf Hunting (2022) – Lee Da-yeon
- Фатален мъж | Gibangdoryeong (2019) – Hae-Won
- Златен сън (2018) – Yoo-Mi (cameo)
- Татко ти, дъщеря ми | Abbaneun Ddal (2017) – Won Do-Yeon
- Алиса: Момче от страната на чудесата | Aerriseu: Wondeoraendeueoseo On Sonyeon (2015) – Hye-Joong
- Двадесет | Seumool (2015) – So-Min

### Сериали
- Любов по съседство | Love Next Door  (tvN / 2024) - Bae Seok Ryu
- Завръщане | Hwanhon (tvN / 2022) – Mu-Deok
- Месечно списание за къщи | Wolgan Jib (JTBC / 2021) – Na Young-Won
- Моя съквартирант е Кумихо | Gan Ddeoreojineun Donggeo (tvN / 2021) – миналата любов на Shin Woo-Yeo (ep. 6 – 7)
- Механик на душата | Younghonsoosungong (KBS2 / 2020) – Han Woo-Joo
- Бъди мелодраматичен | Melloga Chejil (JTBC / 2019) – Seon-Ju (ep. 16)
- Бездна(tvN / 2019) – извънземно(ep. 1)
- Какво не е наред със секретарката Ким | Kimbiseoga Wae Geureolgga (tvN / 2018) – Майката на Ми-Со (ep. 10)
- Сто милиона звезди от небето | Haneuleseo Naerineun 1eok Gaeui Byeol (tvN / 2018) – Yoo Jin-Kang
- Първият ми живот | Yibun Saengeun Cheoeumira (tvN / 2017) – Yoon Ji-Ho
- Баща ми е странен | Abeojiga Isanghae (KBS2 / 2017) – Byun Mi-Young
- Звукът на сърцето ти | Maeumui Sori KBS2-Naver TV-Netflix / 2016 – 2017) – Choi Ae-Bong
- D-Day (JTBC / 2015) – Jung Ddol-Mi
- Голям мъж (KBS2 / 2014) – Kang Jin-Ah
- Мис Корея | Miseukoria (MBC / 2013 – 2014) – продавач на бензиностанция (ep. 20)
- Може ли да се оженим? | Uriga Gyeolhonhal Soo Iteulkka (JTBC / 2012 – 2013) – Hye-Yoon
- Standby (MBC / 2012) – Jung So-Min
- Палава целувка | Jangnanseureon Kiseu (MBC / 2010) – Oh Ha-Ni
- Лошо момче | Nabbeun Namja (SBS / 2010) – Hong Mo-Ne

### Телевизионни новели
- Drama Special: Червения учител | Bbalgan Seunsaengnim (KBS2 / 2016) – Jang Soon-Duk
- Drama Special: Дойде при мен и стана звезда | Naegero Waseo Byeolyi Doeeotsda (KBS2 / 2013) – Ha-Jin

.

## Радио-водещ
- Младежка улица	(SBS Power FM / 2018 – 2019)

## Телевизионно шоу
- Малка гора	(SBS / 2019)

## Дискография
- Because You're Here (2017)
- Star (2018)

## Театрални постановки
- Влюбеният Шекспир (2023)